# Ambla
Ambla (německy Ampel) je městečko v estonském kraji Järvamaa, samosprávně patřící do obce Järva. Městečko leží na horním toku řeky Ambla, přibližně 10 km jihozápadně od Tapy.

## Dějiny
Na území městečka byly nalezeny četné stopy prehistorického osídlení (pozůstatky obydlí, mohyly, obětní kameny). Zárodkem dnešního městečka se však stal až kostel Panny Marie, postavený Livonským řádem ve 13. století na křižovatce cest Tallinn–Porkuni a Paide–Rakvere u brodu přes Amblu. Kolem kostela se záhy vytvořila osada spjatá se životem a provozem fary. Z latinského pojmenování kostela a osady Ampla Maria („Maria Vznešená“) vzniklo estonské místní jméno Ambla, které se posléze přeneslo i na osadou protékající řeku.
Ve 2. polovině 19. století se dosavadní vesnice rozrostla v městečko.

## Pamětihodnosti
Hlavní pamětihodností městečka je kostel Panny Marie, který je nejstarší zachovalou sakrální stavbou kraje Järvamaa. Budování kostela započalo pravděpodobně kolem poloviny 13. století. Trojlodní budova a korpus věže získaly svou dnešní podobu nejpozději na přelomu století. Na začátku 14. století pak byla přistavěna ze severu klenutá předsíň, ze 13. nebo 14. století je též sakristie přistavěná z jižní strany. Původní vnitřní vybavení kostela bylo zničeno během livonské války, nejstarší dochovaný mobiliář pochází ze 20. let 17. století. Současná střecha kostela, dosahující výšky 49,5 m, byla postavena až roku 1857.
Cennou památkou je též kamenná zeď a kovaná brána hřbitova. Na hřbitově se nachází honosná hrobka rodu Maydellů, mramorová náhrobní socha „Chlapec s mákem“ a obnovený památník padlých v 1. světové válce a ve válce za nezávislost „Anděl s vítězným věncem“.
Dalšími architektonickými památkami městečka jsou dochovalá dřevěná budova farního statku, typická prvorepubliková dvojpodlažní školní budova s valbovou střechou a výstavná kamenná budova obecního úřadu, postavená roku 1893.

## Osobnosti
Na ambelském hřbitově jsou pohřbeni mj.:
- F. H. Huene — ornitolog a fenolog[1]
- J. Kents — geograf[1]
- T. Lunts — pedagog[1]